# Microsoft BizTalk Server
Microsoft BizTalk Server är ett XML-baserat Enterprise Application Integration (EAI)-system från Microsoft.
BizTalk Server underlättar sammanhopkoppling av olika system där 25 olika plattformsadaptrar stöds.
Förutom integrationsfunktionalitet, erbjuder BizTalk även meddelandehantering, automatiserad regelefterföljnad, EDI-anslutning, Business activity monitoring (BAM), RFID möjligheter samt anslutning till IBM stordatorer.